# أندريه روبرت
أندريه روبرت (بالإنجليزية: André Robert) (و. 1929 – 1993 م) هو عالم أرصاد جوية، من الولايات المتحدة الأمريكية، ولد في مدينة نيويورك، توفي في مونتريال، عن عمر يناهز 64 عاماً.

## التعليم
تعلم في جامعة تورنتو، وجامعة لافال.